# William Thierry Preyer
William Thierry Preyer, (Moss-Side, prop de Manchester, Anglaterra, 4 de juliol de 1842- Wiesbaden, Alemanya, 17 de juliol de 1898). Va ser un metge, fisiòleg i psicòleg alemany, fou un dels fundadors de la psicologia evolutiva.

## Biografia
Fill d'un industrial tèxtil, fou alumne de la Clapham Grammar School prop de Londres entre 1854 i 1855. Marxà el 1857 a estudiar al Gymnasium de Duisburg i de Bonn. Interessat per la biologia i la zoologia, estudià ciències i medicina a Berlín, Heidelberg i Viena. El 1860 amb el geòleg i amic Ferdinand Zirkel realitzà una expedició per les illes Fèroe i Islàndia les conclusions de la qual publicaren el 1862. Aquest mateix any es doctorà a la Universitat de Heidelberg amb una recerca sobre el Plautus impennis, que analitzava les causes de l'extinció d'aquesta au. Dos anys més tard marxà a París a estudiar al costat del químic Adolphe Würtz i del fisiòleg Claude Bernard. En 1865 ensenyà zoofísica i zooquímica a la Universitat de Bonn, on l'any següent es doctorava amb la tesi De haemoglobino observationes et experimenta. Posteriorment l'hemoglobina continuaria sent uns dels objectes de la recerca de Preyer. El 1866 es graduà en medicina a Bonn.
En 1867 era professor de fisiologia a la Facultat de Medicina de la Universitat de Jena, on més tard n'esdevindria catedràtic succeint a Johann Nepomuk Czermak. Fou director de l'Institut de Fisiologia d'aquella universitat. Combinà les classes magistrals amb una formació científica i experimental dels seus alumnes implicant-los en les activitats de recerca i la infraestructura científico-tècnica de l'Institut de Fisiologia. El 1888 renuncia a la seva càtedra i es traslladà com a simple dozent a la Universitat de Berlín per viure en el clima intel·lectual d'aquella universitat i ciutat que tant admirava. Allà explicà fisiologia i s'interessà per l'hipnotisme, fins al 1893. Després de la seva jubilació i trobant-se malalt es retirà a Wiesbaden, on va morir el 17 de juliol de 1898.

### El premi William Thierry Preyer
L'Associació Europea de Psicologia del Desenvolupament i la Universitat de Jena donaren el nom de William Thierry Preyer a un premi creat, el 2007, adreçat al reconeixement a un psicòleg europeu o a un equip de psicòlegs europeus que hagin fet una contribució original i substancial per a una millor comprensió del desenvolupament humà i els seus contextos. Basada en investigacions empíriques sobre els antecedents, processos i resultats del desenvolupament humà.

## Die Seele des Kindes (L'ànima del nen). 1882.

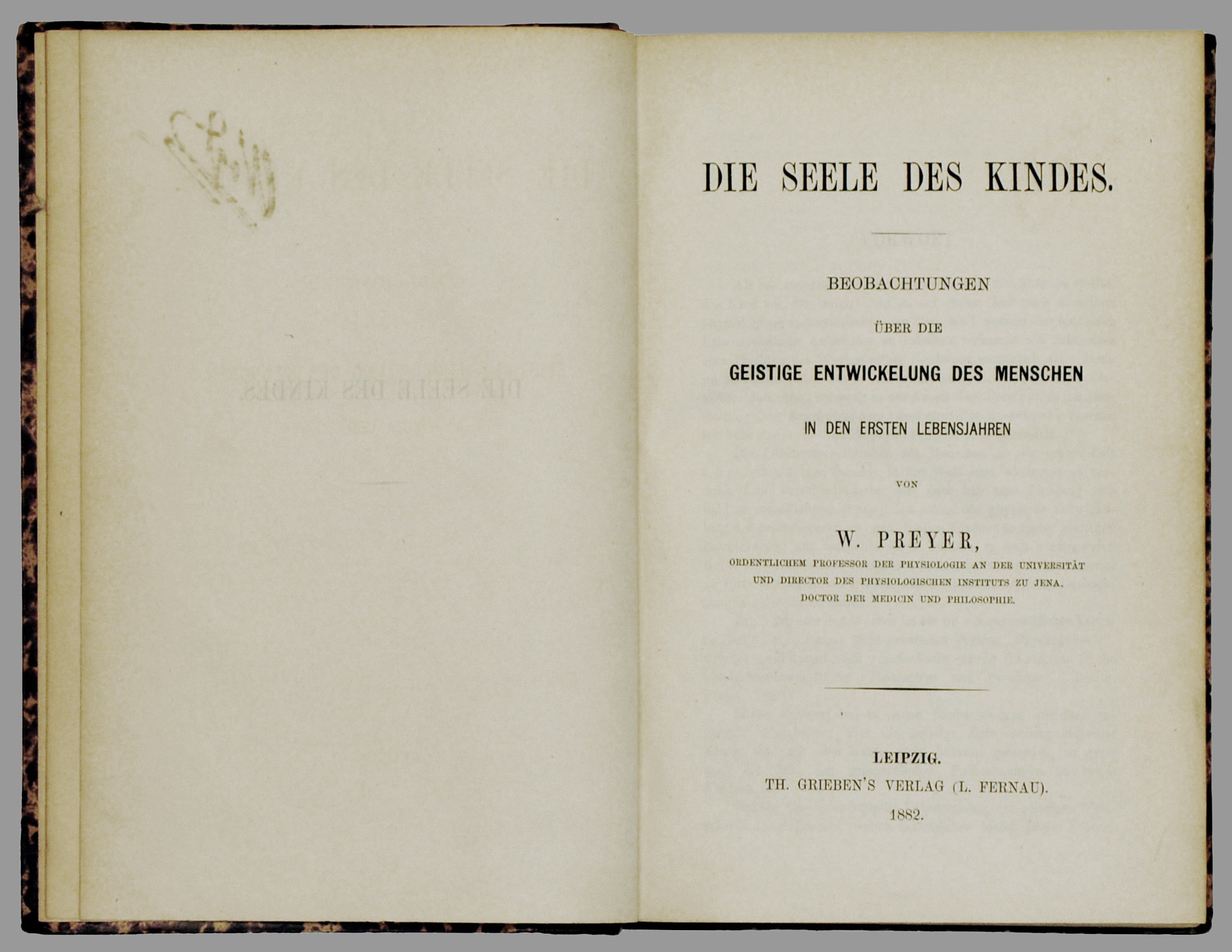
Primera edició de Die Seele des Kindes de 1882

Aquesta monografia de Preyer, que porta per subtítol "observacions sobre el desenvolupament intel·lectual de l'home en els primers anys de vida", és considerada com un dels textos fundacionals de la psicologia evolutiva empírica que foren claus per a l'establiment d'aquesta disciplina. És el primer treball sobre psicologia del desenvolupament.
Aquesta obra és un exponent de l'interès per la psicologia de l'infant que havia despertat la teoria de l'evolució de Darwin i recull observacions fetes de forma continuada i precisa del seu fill Axel entre el naixement i els tres anys. S'obria la visió de què sobre la vida orgànica dels humans hi ha una funció conscient. Preyer mostra com el desenvolupament de l'infant és el desplegament d'un potencial en diàleg amb el seu medi i el seu propi cos. Aquesta interacció va obrint la consciència, la cognició i el pensament i va precipitant habilitats concretes.

## Obres
- De haemoglobino observationes et experimenta. Dissertation, Universitat de Bonn 1866.
- Die Blutkrystalle. Jena 1871.
- Naturwissenschaftliche Thatsachen und Probleme. Paetel, Berlin, 1880.
- Die Entdeckung des Hypnotismus. Dargestellt von W. Preyer … Nebst einer ungedruckten Original-Abhandlung von Braid in Deutscher Uebersetzung. Berlin: Paetel, 1881.
- Die Seele des Kindes: Beobachtungen über die geistige Entwicklung des Menschen in den ersten Lebensjahren. Leipzig: Th. Grieben. 1882.
- Der Hypnotismus. Ausgewählte Schriften von J. Braid. Deutsch herausgegeben von W. Preyer. Berlin: Paetel, 1882..
- Elemente der allgemeinen Physiologie: Kurz und leichtfasslich. Leipzig: Grieben, 1883.
- Der Hypnotismus. Wien / Leipzig: Urban & Schwarzenberg, 1890